# Clonaria kurda
Clonaria kurda är en insektsart som först beskrevs av Boris Petrovich Uvarov 1944.  Clonaria kurda ingår i släktet Clonaria och familjen Diapheromeridae. Inga underarter finns listade i Catalogue of Life.